# Người bán sách dạo
Người bán sách dạo hay người bán sách rong (tiếng Anh: book peddler) là những người cung cấp sách đi bán bên ngoài ("bán rong"). Nghề nghiệp này có đặc thù của nó ở các quốc gia khác nhau.

## Hoa Kỳ

### Sách canvassers
Những người bán hàng rong đến tận nhà đến thế kỷ 18 và 19, còn được gọi là "người bán sách", thường mang theo "sách mẫu" đặc biệt, một loại "xem trước", với một bảng nội dung, hình minh họa mẫu và một số văn bản, được thiết kế để quảng cáo cuốn sách trong câu hỏi. Bán hàng thuê bao là cách duy nhất để giao sách đến nhiều vùng nông thôn của Mỹ.
Người bán hàng rong thường bị pháp luật phản đối, nhưng những người bán hàng rong được đối xử khác nhau. Ví dụ, trong luật của Massachusetts và Missouri áp dụng hình phạt cho những người bán hàng rong hoạt động mà không có giấy phép, những người bán hàng rong đã bị loại trừ.

## Đế quốc Nga

### Litva
Khi in sách tiếng Litva bằng chữ cái Latinh bị cấm ở Đế quốc Nga, những người bán sách, knygnešiai người Litva, đã buôn lậu những cuốn sách được in ở nước ngoài, ở Tiểu bang Litva, dưới sự đe dọa truy tố hình sự. Hoạt động này đóng một vai trò quan trọng trong việc bảo tồn văn hóa Litva và knygnešiai hiện đại của Litva được tưởng niệm trong các bảo tàng, tượng đài, tên đường phố và ngày tưởng niệm của họ.

### Truyền giáo
Năm 1866, các "Hiệp hội phân phối Kinh Thánh ở Nga" ("Высочайше утверждённое Общество для распространения Священного Писания в России ") được thành lập vào St. Petersburg, với các chi nhánh ở Moscow được thành lập vào đầu thập niên 1880. Ngoài mục tiêu ban đầu là bán rong văn học Kitô giáo, họ bắt đầu sắp xếp các cuộc họp thảo luận tôn giáo. Cuối cùng, các hoạt động của xã hội đã bị chính quyền của Giáo hội Nga cau mày vì sự độc lập, tự do và gần gũi với người Tolstoyans. Sau những hạn chế khác nhau được đưa ra bởi Viện kiểm sát Ober khét tiếng của Thượng hội đồng thánh Konstantin Pobedonostsev, hoạt động của xã hội bị thu hẹp.
Các Cơ Đốc Phục Lâm bị bắt bớ tại Nga bán rong các tác phẩm được xuất bản ở nước ngoài và nhập lậu vào Nga, dưới nguy cơ bị bắt, tiền phạt, và tịch thu.

## Nhật Bản
Truyền thống bán sách rong trở lại thời kỳ Edo. Taro Aso, Bộ trưởng Bộ Ngoại giao Nhật Bản, trong bài phát biểu tại Viện Các vấn đề quốc tế Nhật Bản (2006) mô tả chúng như sau.
 Nếu bạn tìm ví dụ về những người cho vay sách trong ngày, có vẻ như một người cho vay sách sẽ có hơn một trăm khách hàng. Khi một tiêu đề mới được phát hành, những người cho vay sách sẽ đặt nó vào một cái túi và mang nó đến khách hàng của họ. Các khách hàng sau đó sẽ cắt mở con dấu trên túi để có được bản phát hành mới nhất. Điều này, tình cờ, là nơi mà từ phát hành mới nhất, F firiiri - nghĩa đen là con dấu cắt lát - có nguồn gốc, và chúng ta vẫn sử dụng từ đó cho đến ngày nay, mặc dù trong những năm gần đây để mô tả việc phát hành phim mới.